# Liste der Kulturdenkmale in Schollene
In der Liste der Kulturdenkmale in Schollene  sind alle  Kulturdenkmale der Gemeinde Schollene und ihrer Ortsteile aufgelistet. Grundlage ist das Denkmalverzeichnis des Landes Sachsen-Anhalt, das auf Basis des Denkmalschutzgesetzes des Landes Sachsen-Anhalt vom 21. Oktober 1991 durch das Landesamt für Denkmalpflege und Archäologie Sachsen-Anhalt erstellt und seither laufend ergänzt wurde (Stand: 31. Dezember 2022).

## Kulturdenkmale nach Ortsteilen

### Schollene
| Lage                                                                       | Bezeichnung              | Beschreibung                                                                         | Erfassungs- nummer | Ausweisungsart               | Bild                     |
| -------------------------------------------------------------------------- | ------------------------ | ------------------------------------------------------------------------------------ | ------------------ | ---------------------------- | ------------------------ |
| Landstraße L 1, km 3,6 (Karte)                                             | Distanzstein             | Preußischer Rundsockelstein                                                          | 094 50272          | Kleindenkmal                 | BW                       |
| Am Mühlenberg (Karte)                                                      | Denkmal                  | Bismarck-Denkmal                                                                     | 094 36249          | Kleindenkmal                 | Denkmal                  |
| August-Bebel-Straße 1 (Karte)                                              | Wohnhaus                 | Wohnhaus                                                                             | 094 50266          | Baudenkmal                   | Wohnhaus                 |
| August-Bebel-Straße 5 (Karte)                                              | Bauernhaus               | Bauernhaus                                                                           | 094 50267          | Baudenkmal                   | Bauernhaus               |
| Brückenstraße (Karte)                                                      | Kriegerdenkmal Schollene | 1924 zum Gedenken an die Gefallenen des Ersten Weltkriegs errichtetes Kriegerdenkmal | 094 50268          | Baudenkmal                   | Kriegerdenkmal Schollene |
| Brückenstraße 18 bis 20, 20a; Nordostteil des Dorfes bis zur Lanke (Karte) | Rittergut                | Rittergut                                                                            | 094 50269          | Baudenkmal                   | Weitere Bilder           |
| Brückenstraße (Karte)                                                      | Park                     | Park                                                                                 | 094 50269 001      | Teilobjekt eines Baudenkmals | BW                       |
| Havelberger Straße 11 (Karte)                                              | Wohnhaus                 |                                                                                      | 094 50270          | Baudenkmal                   | Wohnhaus                 |
| Kiezer Straße (Karte)                                                      | Kirche                   |                                                                                      | 094 50271          | Baudenkmal                   | Weitere Bilder           |

### Ferchels
| Lage                | Bezeichnung | Beschreibung | Erfassungs- nummer | Ausweisungsart | Bild           |
| ------------------- | ----------- | ------------ | ------------------ | -------------- | -------------- |
| Dorfstraße (Karte)  | Kirche      |              | 094 50274          | Baudenkmal     | Weitere Bilder |
| Dorfstraße (Karte)  | Wegweiser   |              | 094 50273          | Kleindenkmal   | BW             |
| Karlsthal 1 (Karte) | Herrenhaus  |              | 094 36248          | Baudenkmal     | Herrenhaus     |

### Mahlitz
| Lage                | Bezeichnung | Beschreibung    | Erfassungs- nummer | Ausweisungsart | Bild     |
| ------------------- | ----------- | --------------- | ------------------ | -------------- | -------- |
| Mahlitz 4 ? (Karte) | Jagdhaus    | Schloss Mahlitz | 094 36344          | Baudenkmal     | Jagdhaus |

### Molkenberg
| Lage               | Bezeichnung | Beschreibung | Erfassungs- nummer | Ausweisungsart | Bild           |
| ------------------ | ----------- | ------------ | ------------------ | -------------- | -------------- |
| Dorfstraße (Karte) | Kirche      |              | 094 50275          | Baudenkmal     | Weitere Bilder |

## Legende
In den Spalten befinden sich folgende Informationen:
- Lage: Nennt den Straßennamen und wenn vorhanden die Hausnummer des Kulturdenkmals. Die Grundsortierung der Liste erfolgt nach dieser Adresse. Der Link „Karte“ führt zu verschiedenen Kartendarstellungen und nennt die geographischen Koordinaten.
Link zu einem Kartenansichtstool, um Koordinaten zu setzen. In der Kartenansicht sind Baudenkmale ohne Koordinaten mit einem roten bzw. orangen Marker dargestellt und können in der Karte gesetzt werden. Baudenkmale ohne Bild sind mit einem blauen bzw. roten Marker gekennzeichnet, Baudenkmale mit Bild mit einem grünen bzw. orangen Marker.
- Offizielle Bezeichnung: Nennt den Namen, die Bezeichnung oder zumindest die Art des Kulturdenkmals und verlinkt, soweit vorhanden, auf den Artikel zum Objekt.
- Beschreibung: Nennt bauliche und geschichtliche Einzelheiten des Kulturdenkmals, vorzugsweise die Denkmaleigenschaften.
- Erfassungsnummer: Für jedes Kulturdenkmal wird in Sachsen-Anhalt eine 20stellige Erfassungsnummer vergeben. Die letzten zwölf Ziffern werden für die Untergliederung nach Teilobjekten genutzt und werden nur angegeben, soweit vergeben. In dieser Spalte kann sich folgendes Icon  befinden, dies führt zu Angaben zu diesem Baudenkmal bei Wikidata.
- Ausweisungsart: Die Einordnung des Denkmales nach § 2 Abs. 2 DenkmSchG LSA
- Bild: Ein Bild des Denkmales, und gegebenenfalls einen Link zu weiteren Fotos des Kulturdenkmals im Medienarchiv Wikimedia Commons. Wenn man auf das Kamerasymbol klickt, können Fotos zu Kulturdenkmalen aus dieser Liste hochgeladen werden: